# Ectopoglossus atopoglossus
Ectopoglossus atopoglossus es una especie de anfibio anuro de la familia Dendrobatidae. Es endémico del Valle del Cauca en Colombia.

## Descripción
Es similar a E. lacrimosus. En su fase adulta es una rana pequeña con coloración ocre y líneas dorsolaterales oscuras que pueden ser completas o apenas visibles dependiendo de los individuos. Extremidades posteriores musculosas con gran potencial de saltos cortos y rápidos. Estructura lingual con pequeño apéndice en la mitad.
Es de actividad diurna y se suele hallar dentro de pequeños cuerpos de agua y entre o debajo de rocas.

## Distribución
Se los encuentra en pequeñas quebradas de bosque subandino o cercanías de la localidad de El Boquerón, en la serranía de Los Paraguas sobre la Cordillera Occidental en el departamento del Valle del Cauca a una altura mínima de 1800 m s. n. m. y máxima de 2260 m.

## Estado de conservación y riesgo
E. atopoglossus ha sido evaluada según los parámetros de la Lista Roja de la UICN y por la Corporación autónoma regional del Valle del Cauca, una entidad local ha desarrollado una jerarquización de los estados de conservación que en gran medida se asemeja al de la UICN denominado CDC-CVC. En ambas categorizaciones E. atopoglossus está catalogado como en peligro crítico de extinción, lo que significa un alto riesgo de extinción por escasez, poca distribución, rareza y limitación a un solo tipo de hábitat. Sus poblaciones sufrieron un fuerte declive durante la década de 1990 debido probablemente a la quitridiomicosis.